# Baryplegma pseudovespillo
Baryplegma pseudovespillo är en tvåvingeart som först beskrevs av Friedrich Georg Hendel 1914.  Baryplegma pseudovespillo ingår i släktet Baryplegma och familjen borrflugor. Inga underarter finns listade.